# Necromys obscurus
Necromys obscurus és una espècie de mamífer rosegador de la família dels cricètids. Viu a la costa de l'Uruguai i l'Argentina. El seu hàbitat natural són les vores dels aiguamolls i els prats. Està amenaçat per l'activitat agrícola. El seu nom específic, obscurus, significa ‘fosc’ en llatí.